# Астра Мілітарум

Мініатюри Астра Мілітарум

А́стра Міліта́рум (англ. Astra Militarum), раніше Імперська гвардія (англ. Imperial Guard) або — одна зі сторін конфлікту в вигаданому всесвіті Warhammer 40,000. Астра Мілітарум (до Єресі Імперська армія, пізніше також Імперська гвардія)  — головна військова сила Імперіуму.
Імперська гвардія — одна з найчисельніших армій в галактиці. Вона складається з великої кількості різноманітної піхоти (зустрічаються навіть полки озброєні звичайними списами, та підрозділи людей-мутантів як то огріни чи ратлінги), яку підтримують танки, крокуючі машини, артилерія та авіація. Імперська армія могутня, хоча й повільна сила, яка стоїть на варті спокою безлічі громадян мільйонів світів Імперіуму. Попри силу Космодесанту, саме Астра Мілітарум виконує більшість військових операцій, тоді як Космодесант займається особливими загрозами.

## Місце у всесвіті Warhammer 40,000
Астра Мілітарум складає основу військової могутності Імперіуму. Війська набираються з різноманітних планет як для власних потреб, так і оборони інших. Загальна чисельність військ Астра Мілітарум нараховує багато мільярдів і тисячі бійців гинуть щодня по всій галактиці. Солдати, набрані на одній планеті та які говорить на одному діалекті й поділяють ті самі традиції формують полки. В той час як на деяких планетах військова служба вважається честю, на інших вона може практикуватися як покарання для злочинців або неблагонадійних громадян.
В Астра Мілітарум з причини масштабів Імперіуму не є рідкістю помилки в постачанні та віддаванні наказів. До прикладу, флот може доставити зимове обмундирування на тропічну планету чи набої, не підходящі для боротьби з ворогом. В полках Астра Мілітарум практикується жорстка дисципліна і показові страти.

## У настільній грі
У настільній Warhammer 40,000 Астра Мілітарум є однією з основних армій. Її війська вирізняються численною і різно озброєною, проте переважно слабкою і слабо захищеною, піхотою. Натомість техніка цієї армії потужна і надає дальню вогневу підтримку піхоті. Завдяки поєднанню цих двох сил, Астра Мілітарум гнучко пристосовується до ситуації на полі бою.
Офіцери та інші юніти, наділені повноваженням командувати військами, володіють здатністю «наказ», яка дозволяє бійцям у певному радіусі перекидати кубики задля кращого результату, подвоювати дальність руху чи атакувати двічі за хід.

## Історія
Астра Мілітарум існує від часів Великого Хрестового Походу. Її попередниками була армія Імператора наприкінці війн за об'єднання Землі, зокрема так звана Стара Сотня (англ. Old Hundred). За часів Хрестового Походу Імперська армія стала набиратися з жителів приєднаних до Імперіуму планет. В часи Єресі Хоруса частина війська перейшла на бік відступників, воюючи разом з легіонами Космодесанту, які виступили проти Імператора. Після подій Єресі Імперська армія була розділена на дві організації: власне Астра Мілітарум та Імперський флот. Це було зроблено з метою недопущення подальших великомасштабних повстань.

## Структура

### Командування
Астра Мілітарум підкорюється Адептус Адміністратум, що виконує функції уряду Імперіуму. Головнокомандувачем тривалий час був один з Верховних лордів Терри — лорд-командир мілітант (англ. Lord Commander Militant). Через винятково великі загрози для Імперіуму наприкінці 41 тисячоліття, головнокомандувачем став воскреслий примарх Робаут Джилліман, отримавши владу над абсолютно усіма військомими силами держави, в тому силі Астра Мілітарум та Імперським флотом.
Військами окремих сегментумів галактики командують лорди-командири сегментумів (англ. Lord Commanders Segmentum). Генштаб складають лорди-генерали (англ. Lord General) та генерали.

### Кадети
Кадетів, які проходять навчання у Астра Мілітарум, називають Білими щитами (англ. Whiteshield). Ця назва пов'язана з тим, що кадети не мають права носити розпізнавальні знаки полку, поки не заслужать його в бою. Єдиним їхнім розпізнавальним знаком є біла смуга на шоломі.
Кожен світ в Імперіумі має підрозділи СПО (Сили Планетарної оборони), які забезпечують безпеку цього світу. Кількість, озброєння, структура, спосіб набору, розподіл між планетами системи — всі ці та деякі інші питання організації СПО вирішуються місцевою владою — губернатором. Кожен Імперський світ повинен передавати під командування Імперської Гвардії не менше 10 % від чисельності СПО. Спосіб набору в СПО змінюється від планети до планети. Від регулярної чи контрактної армії до набору колишніх в'язнів та злочинців. Через це Імперська гвардія — багатонаціональна організація, де кожен регіон представлений своїми військами. Через те, що Імперіум дуже велика держава, люди з різних кінців мають настільки несхожі діалекти та звичаї, що просто не можуть зрозуміти один одного. Тому полки формуються з однієї планети та існують до повного знищення або розформування.

### Полки
Полками командують чини від полковника до лейтенанта, але від планети до планети структура різниться. Стандартні війська Астра Мілітарум звуться гвардійцями та формують полки.
Дисципліну в них підтримують комісари, котрі формально належать до Мілітарум Темпестус (англ. Militarum Tempestus), автономних військових сил, де служать Темпестус Сціон (англ. Tempestus Scion) — елітарні бійці Імперіуму. Комісари мають різні рівні, в обов'язки яких входить від тренування новачків до страти дезертирів.
До кожного полку приставляються священики Міністорум (англ. Ministorum Priest), котрі виконують роль духовних лідерів, відправляють служби і читають проповіді. До служби в армії допускаються (а інколи і необхідні) санкціоновані псайкери — люди з надприродними здібностями. Псайкери здатні захищати солдатів створюваними силовими щитами і вражати ворогів. Підтримку техніки забезпечують інжевидці (англ. Enginseers) з числа Адептус Механікус та кіборги сервітори.
У Астра Мілітарум можуть служити деякі мутанти і види, похідні від звичайних людей, визнані безпечними і достатньо корисними. До таких відносяться ратлінги (англ. Ratlings) — карлики, найкращі у снайперському бою, та огріни (англ. Ogryns) — велетні, наділені великою силою і витривалістю, проте обділені інтелектом. Елітні огріни, які носять важкі обладунки, звуться буллгрінами (англ. Bullgryn).
Кожному полку при заснуванні дають номер. Це або наступний номер полку, або вільний номер розформованого або знищеного. Також до назви додається назва планети. Наприклад «50-й Гудрунський», «412-й Кадійський», «5-й Траційський» тощо. Деякі планети відомі своїми елітними військами, тому додають це до назв полків: «Вальгальський 222-й полк Льодяних воїнів», «412-й Кадійський полк Шторм-воїнів» тощо. Але деякі полки мають свої, унікальні назви, які пишутся або разом з офіційною назвою(«31-й Хараконійський „Пекельні пірнальники“»), або без неї («Карнакські збирачі черепів»).
До непіхотних полків додається також спеціалізація, наприклад, «7-й Армагеддонський полк надважких танків».

## Озброєння

### Піхота
Найпоширенішою зброєю піхоти Астра Мілітарум є:
- Лазерна рушниця або Лазган (англ. Lasgun) — найпоширеніша зброя гвардійця. Проста лазерна рушниця, проста у виробництві, надійна, та здатна заряджатися від джерел тепла, таких як сонячне або навіть відкритий вогонь. Проте лазгани порівняно слабкі, тому гвардійці стріляють групами по одній цілі.
- Геллган (англ. Hellgun) — потужніший та швидкострільний (в збиток дальності) різновид лазгану. Дорожчий за звичайний та потребує ранцевого живлення, тож видається лише елітним підрозділам.
- Лонглаз (англ. Long-Las) — снайперський варіант лазгану.
- Плазмаган (англ. Plasma gun) — плазмова рушниця, найпотужніша зброя, котру видають піхоті (по декілька штук на підрозділ) через складність обслуговування і небезпечність для самих стрільців.
- Вогнемет (англ. Flamer) — подібні на сучасні вогнемети, але заряджаються особливим паливом — прометієм.
- Мельтаган (англ. Meltagun) — зброя, ефективна проти різних типів броні, котра вистрілює пучком розігнаних частинок.
  - Мульти-мельта (англ. Multi-melta) — варіація мельтагана, що відрізняється більшою потужністю і зазвичай встановлюється на техніці.
- Стаббер (англ. Stubber) — загальна назва вогнепальної зброї на кшталт пістолетів і револьверів.
- Лазгармата (англ. Lascannon) — станковий лазган, ефективний перш за все проти техніки.

### Техніка
Астра Мілітарум має на озброєнні велику кількість техніки, деякі види якої унікальні для конкретних планет. Найосновнішими є:
- «Вартовий» (англ. Sentinel) — двонога одномісна крокуюча машина розвідки та підтримки, яка має багато варіантів модифікації. Загалом виділяється дві головні гілки: бойова та розвідувальна.
- «Химера» (англ. Chimera) — наймасовіша бойова машина Імперіму, що в загальному служить як БМП але також є шасі для встановлення різноманітного озброєння та інженерного обладнання.
- «Таурокс» (англ. Taurox) — озброєна кулеметами БМП, призначена для перевезень піхоти перетятою місцевістю і прориву оборони.
- «Мантикора» (англ. Manticore) — ракетний танк на шасі «Химери», що несе чотири ракети для ураження наземних і повітряних цілей, та важкий болтер.
- «Смертоносець» (англ. Deathstrike) — мобільна установка для запуску балістичних ракет.
- «Гідра» (англ. Hydra) — зенітний танк з чотирма гарматами і важкими болтерами.
- «Віверна» (англ. Wyvern) — зовні подібний на «Гідру» мінометний протипіхотний танк для бою в умовах міст.
- «Пекельний гончак» — вогнеметний танк на базі «Химери», призначений для випалювання бункерів та укріплень.
- «Василіск» (англ. Basilisk) — важка САУ на шасі «Химери». Має надпотужну гармату типу «Землетрус» (англ. Earthshaker Cannon) та важкий болтер для ближньої оборони. Здатна стріляти сейсмічними та ядерними снарядами.
- Танк «Леманн Расс» (англ. Leman Russ) — наймасовіший танк Імперіуму, названий на честь примарха Лемана Расса. Озброєний 120-мм гарматою та лазерними чи болтерними гарматами. При цьому він відомий як своєю простотою, так і важкими умовами роботи екіпажу. Має безліч модифікацій та варіацій (блогові, протипіхотні, протитанкові, універсальні).
- «Отруйне лезо» або «Бейнблейд» (англ. Baneblade) — надважкий танк, який є одним з найбільших і найстаріших танків, використовуваних Імперіумом. Ці масивні машини часто очолюють пробивні атаки. Основним озброєнням є десятиметрова гармата, на додачу до автогармати, гармати «Руйнівник» та двох спарених важких болтерів.
- «Валькірія» (англ. Valkyrie) — літак, здатний злітати і сідати одразу на місці, що служить для перекидання військ і вогневої підтримки. Також може нести лазери і ракети[8].

## Астра Мілітарум у масовій культурі
Війська Астра Мілітарум, крім настільної гри, фігурують в численних художніх творах. Їм присвячено понад 50 романів і оповідань, виданих за ліцензією Games Workshop. Астра Мілітарум та Імперська гвардія є протагоністами численних відеоігор: Final Liberation: Warhammer Epic 40,000 (1997), Warhammer 40,000: Dawn of War - Winter Assault (2005), Dark Crusade (2006) і Soulstorm (2008), Retribution (2011). Також фігурують як другорядні персонажі в  Rites of War (1999), Fire Warrior (2003), Dawn of War (2004),  Dawn of War II (2009) і її доповненні Chaos Rising (2010), Space Marine (2011), Warhammer 40,000: Dawn of War III (2017).
Протягом 2013 року групою фанатів з Києва було знято пародійний російськомовний міні-серіал «Комиссар и недобитки», що обігрує жарти фендому Warhammer 40,000.